# ملعب فاضل فوكري
ملعب فاضل فوكري (بالألبانية: Stadiumi Fadil Vokrri) ويُعرف سابقا باسم ملعب مدينة بريشتينا (بالألبانية: Stadiumi i qytetit të Prishtinës) هو ملعب متعدد الأغراض في بريشتينا عاصمة كوسوفو، ويُستخدم غالبا لاحتضان مُباريات كرة القدم وهو الملعب الرئيسي لنادي بريشتينا ومنتخب كوسوفو لكرة القدم. تبلغ سعة الملعب 13,500 متفرج.

## تاريخ
بدأت أعمال تشييد الملعب في عام 1951، ومنذ عام 1953 يتم استخدامه من قبل نادي بريشتينا. في 9 يونيو 2018، تمت إعادة تسمية الملعب من ملعب مدينة بريشتينا إلى ملعب فاضل فوكري، بعد وفاة فاضل فوكري في نفس اليوم، والذي كان إطارا ولاعبا سابقا وأخيرا رئيس اتحاد كوسوفو لكرة القدم. تم الإعلان عن تغيير الاسم من قبل شبند أحمدتي عمدة مدينة بريشتينا.

## أحداث بارزة

### حفلات موسيقية
في 17 ديسمبر 2007، كان الملعب ممتلئًا ب 25000 شخص للمرة الأولى بعد حرب كوسوفو، وذلك في حفل موسيقي لمغني الراب الأمريكي 50 سنت. في 10 يوليو 2010، أحيا مغني الراب الأمريكي سنوب دوغ حفلا في الملعب، وقد حضر الحفل أكثر من 10000 شخص. كان هذا أول حفل دولي يُقام في بريشتينا منذ حفل 50 سنت في 2007.
في 15 يوليو 2012، أحيا مغني الراب الألباني أونيكاتيل (بالألبانية: Unikkatil) حفلا حضره 25000 متفرج.

### مباريات دولية
في 7 سبتمبر 2002، استضاف الملعب لأول مرة مُباراة بعد حرب كوسوفو وكانت مباراة ودية جمعت منتخب كوسوفو ضد ألبانيا وانتهت بفوز ألبانيا 1-0..
| #  | التاريخ        | المنافسة                                | الخصم            | النتيجة | الحضور | مراجع         |
| -- | -------------- | --------------------------------------- | ---------------- | ------- | ------ | ------------- |
| 1  | 7 سبتمبر 2002  | مباراة ودية                             | ألبانيا          | 0–1     | 25,000 | [ 10 ] [ 11 ] |
| 2  | 17 فبراير 2010 | مباراة ودية                             | ألبانيا          | 2–3     | 10,000 | [ 12 ] [ 13 ] |
| 3  | 7 سبتمبر 2014  | مباراة ودية                             | عمان             | 1–0     | 10,700 | [ 14 ]        |
| 4  | 10 أكتوبر 2015 | مباراة ودية                             | غينيا الاستوائية | 2–0     | 6,700  | [ 15 ]        |
| 5  | 13 نوفمبر 2015 | مباراة ودية                             | ألبانيا          | 2–2     | 38,000 | [ 16 ]        |
| 6  | 10 سبتمبر 2018 | دوري الأمم الأوروبية 2018–19 د          | جزر فارو         | 2–0     | 12,667 | [ 17 ]        |
| 7  | 11 أكتوبر 2018 | دوري الأمم الأوروبية 2018–19 د          | مالطا            | 3–1     | 12,365 | [ 18 ]        |
| 8  | 20 نوفمبر 2018 | دوري الأمم الأوروبية 2018–19 د          | أذربيجان         | 4–0     | 13,000 | [ 19 ]        |
| 9  | 21 مارس 2019   | مباراة ودية                             | الدنمارك         | 2–2     | 13,000 | [ 20 ]        |
| 10 | 25 مارس 2019   | تصفيات بطولة أمم أوروبا 2020 المجموعة أ | بلغاريا          | 1–1     | 12,580 | [ 21 ]        |
| 11 | 7 سبتمبر 2019  | تصفيات بطولة أمم أوروبا 2020 المجموعة أ | جمهورية التشيك   | 2–1     | 12,678 | [ 22 ]        |
| 12 | 10 أكتوبر 2019 | مباراة ودية                             | جبل طارق         | 1–0     | 12,000 | [ 23 ]        |
| 13 | 14 أكتوبر 2019 | تصفيات بطولة أمم أوروبا 2020 المجموعة أ | الجبل الأسود     | 2–0     | 12,494 | [ 24 ]        |